# Condado de Washington (Iowa)
El condado de Washington (en inglés: Washington County, Iowa), fundado en 1838, es uno de los 99 condados del estado estadounidense de Iowa. En el año 2000 tenía una población de 20 670 habitantes con una densidad poblacional de 14 personas por km². La sede del condado es Washington.

## Geografía
Según la Oficina del Censo, el condado tiene un área total de 1478 km² (570,7 mi²), de la cual 1473 km² (568,7 mi²) es tierra y 5 km² (1,9 mi²) es agua.

### Condados adyacentes
- Condado de Iowa noroeste
- Condado de Johnson noreste
- Condado de Louisa este
- Condado de Henry sureste
- Condado de Jefferson suroeste
- Condado de Keokuk oeste

## Demografía
En el 2000 la renta per cápita promedia del condado era de $39 103, y el ingreso promedio para una familia era de $45 636. El ingreso per cápita para el condado era de $18 221. En 2000 los hombres tenían un ingreso per cápita de $29 592 contra $22 818 para las mujeres. Alrededor del 7.60% de la población estaba bajo el umbral de pobreza nacional.
| 1900   | 1910   | 1920   | 1930   | 1940   | 1950   | 1960   | 1970   | 1980   | 1990   | 2000   |
| ------ | ------ | ------ | ------ | ------ | ------ | ------ | ------ | ------ | ------ | ------ |
| 20 718 | 19 925 | 20 421 | 19 822 | 20 055 | 19 557 | 19 406 | 18 967 | 20 141 | 19 612 | 20 670 |

## Lugares

### Ciudades y pueblos
- Ainsworth
- Brighton
- Coppock
- Crawfordsville
- Kalona
- Riverside
- Washington
- Wellman
- West Chester

### Principales carreteras
- U.S. Highway 218/Carretera de Iowa 27
- Carretera de Iowa 1
- Carretera de Iowa 22
- Carretera de Iowa 78
- Carretera de Iowa 92